# スティーヴ・ディッコ
スティーヴン・J・ディッコ（Stephen J. Ditko[ˈdɪtkoʊ]、1927年11月2日 – 2018年6月27日）はアメリカンコミックの作画家・原作者。マーベル・コミックス社でスタン・リーとともにスパイダーマンとドクター・ストレンジのキャラクターを創作し、それらのシリーズの作画を行ったことで知られる。
美術学校でバットマンの作画家ジェリー・ロビンソンから指導を受けた。1953年にインカーとしてジョー・サイモンとジャック・カービーのスタジオに入ったのがプロ活動の始まりで、スタジオの同僚モート・メスキンからも影響を受けた。その時期にチャールトン・コミックスと関係を結び、後年に至るまでSF、ホラー、ミステリのジャンルで作品を提供したほか、1960年には他の作家とスーパーヒーローのキャプテン・アトムを共作した。
1950年代にマーベル社の前身アトラス・コミックスで活動し、その後マーベルで『アメイジング・スパイダーマン』や、『ストレンジ・テイルズ』誌の連載「ドクター・ストレンジ」の作画を一手に引き受けるなど、重要な作品を多く残した。しかし1966年にマーベル社を去った。その決定的な理由は明かされていない。
その後はチャールトンとDCコミックスで活動を続け、歴史の長いキャラクターのブルービートルを再生させたほか、クエスチョン、クリーパー、シェイド・ザ・チェンジングマン、ホーク&ダブなどの新キャラクターを制作した（共作も含む）。また独立系の小出版社でもコミックを描くようになり、アイン・ランドが唱えたオブジェクティビズム思想に強く影響されてミスターAというキャラクターを作り出した。
ディッコは作品を通じて自己を表現することを好み、ほとんどインタビューを受けなかった。コミック界で名誉あるジャック・カービー殿堂（1990年）およびウィル・アイズナー賞殿堂（1994年）に選出されている。

## 生い立ち
スティーヴン・J・ディッコは1927年11月2日にペンシルベニア州ジョンズタウンにおいて、スロヴァキア系アメリカ人一世の夫婦の間に生まれた。父スティーヴンは製鋼所に勤める大工の親方で美術の才に恵まれており、母アンナはホームヘルパーだった。労働者階級の夫婦は、第2子スティーヴのほか、その姉アンナ・マリー、妹エリザベスと弟パトリックを育てた。スティーヴの父は新聞のコミック・ストリップ、特にハル・フォスターの『プリンス・ヴァリアント』を愛読していた。父の好みを受け継いだスティーヴは、1940年にスーパーヒーローのバットマンと出会い、またタブロイドサイズのコミックブックとして新聞の日曜版に付属していたウィル・アイズナーの『スピリット』を読んでコミックへの興味を高めていった。
第二次世界大戦中、中学時代のディッコは、民間対空監視員が用いるドイツ航空機の木製模型をほかの生徒とともに作製した。1945年にジョンストン・ハイスクールを卒業すると、同年10月26日に陸軍に入隊し、終戦後のドイツで兵役に就くかたわら軍機関紙にコミックを発表した。

## アーティストとしての経歴

### プロデビュー前後
除隊後、崇拝していたバットマンの作画家ジェリー・ロビンソンがニューヨークの美術学校 で教鞭を取っていることを知った。ディッコは1950年にニューヨークに移り、復員兵援護法（GI法）による支援を受けて同校に入学した。ロビンソンは若き日のディッコを「非常な努力家で、描くことに打ち込んでいた」、また「原作者と組んでも良かったし、自分で話やキャラクターを作るのも上手かった」 と語っている。ロビンソンはディッコが翌年に奨学金を受けられるように取り計らい、「2年間にわたって、週に4回か5回、夜間に5時間ずつ教えた。濃密な時間だった」 という。ロビンソンは授業にコミックアーティストや編集者を招くことがあり、マーベル・コミックスの前身アトラス・コミックスの編集者スタン・リーもその一人だった。ロビンソンによれば、リーがディッコの作品を見たのはそれが最初だった。
1953年初頭、ブルース・ハミルトンの原作によるSF作品 "Stretching Things" で初めてプロとしてコミックブックの作画を行った。同作はキー・パブリケーションズのインプリントであるスタンモーのために描かれたが、スタンモーからエイジャックス-ファレル社に売却され、Fantastic Fears 第5号（発行日表示1954年2月）でようやく日の目を見た。実際に出版されたのはプロ第2作となる6ページの短編 "Paper Romance" の方が先だった。同作はキー社の別のインプリントであるギルモー・マガジンズが発行する Daring Love 第1号（1953年10月）に掲載された。
ほどなくしてディッコはジョー・サイモンとジャック・カービーのスタジオに職を見つけた。二人はいずれも原作者兼作画家で、すでにキャプテン・アメリカなどのキャラクターを生み出していた。背景のインク（ペン入れ）担当として仕事を始めたディッコは、以前から尊敬していたモート・メスキンと同僚になり、絵を学ぶようになった。「メスキンは素晴らしかった」とディッコは回想している。「あんな絵を易々と描けるなんて信じられなかった。構図は力強く、ラフなペンシル画でも完成されていて、ごちゃごちゃさせずにディテールを描く。本当に好きだった」 ディッコがアシスタントとして関わったことが確定している作品には、カービーがペンシル（下絵）を描き、メスキンがディッコとともにインカーを務めた Captain 3-D 第1号（1953年12月、ハーヴェイ・コミックス）がある。ディッコが自身でペンシルとインクを行った第3作 "A Hole in His Head" は、サイモンとカービーのクレストウッド社のインプリントであるプライズ・コミックスが出していた Black Magic 第4シリーズ3号（1953年12月）に掲載された。
後年まで続くチャールトン・コミックスとの関係はこのころに始まった。コネチカット州ダービーに位置するチャールトンは、歌詞の雑誌で知られる出版社の低予算部門だった。第1作となったのは The Thing! 第12号（1954年2月）で、ディッコは表紙のほか8ページの吸血鬼もの "Cinderella" を描いた。同社ではその後、1986年の倒産まで断続的にSF・ホラー・ミステリ作品を描き続けることになる。また Space Adventures 第33号（1960年3月）では原作者ジョー・ギルとともにキャプテン・アトムを生み出した。
1954年の半ば、結核を患ったためチャールトンでの活動ばかりかコミックの仕事一切を休止してジョンズタウンの実家で療養した。

### マーベル・コミックス
健康を取り戻したディッコは1955年末にニューヨークに戻り、マーベル・コミックスの前身であるアトラス・コミックスで仕事を始めた。『ジャーニー・イントゥ・ミステリー』第33号（1956年4月）に掲載された4ページ作品 "There'll Be Some Changes Made" がアトラスでのデビュー作となった。同作はマーベルの Curse of the Weird 第4号（1994年3月）に再録されている。アトラス/マーベルでは『ストレンジ・テイルズ』をはじめ、新しく創刊された『アメイジング・アドベンチャーズ』、『ストレンジ・ワールズ』、『テイルズ・オブ・サスペンス』、『テイルズ・トゥ・アストニッシュ』で盛んに作品を発表し、多くの名作を残すことになった。これらの雑誌の多くはカービーのモンスター物で始まり、ドン・ヘックやポール・リーンマン、ジョー・シノットらが落ちの効いたスリラーやSFを1・2編描き、ディッコと原作・編集のスタン・リーによるシュールな、ときに内省的な短編が最後を締めくくった。
リーとディッコの短編は非常な人気を集めたため、『アメイジング・アドベンチャーズ』誌は第7号（1961年12月）から路線を変更して同種の作品だけを載せるようになり、『アメイジング・アダルト・ファンタジー』と改名した。この名は「洗練された」作風を表そうとしたもので、キャッチフレーズも "The magazine that respects your intelligence"（知的な君たちのための雑誌）とされた。リーが2009年に回想するところでは、「当時よく思いついた、オー・ヘンリー風の結末をつけた奇妙な空想話」をディッコとともに「5ページの短い穴埋めコミック・ストリップ」に仕上げ、「わが社のコミックブックでページが余れば何にでも」載せたという。リーによればそれらの作品は、後に「マーベル・メソッド」と呼ばれるようになる制作体制（ライターがプロットを考え、作画家がそれをもとにコマ割りと作画を行い、最後にライターがセリフやナレーションを付ける）の草分けだった。「スティーヴにプロットを軽く説明すれば、あとは彼が全部やってくれた。私が伝えた大ざっぱな骨格から一流のコミック作品を生み出してくれる。私なんかが考えていたものよりはるかに出来のいいものを」

#### スパイダーマンの誕生
マーベル・コミックスの総編集長だったスタン・リーは「スパイダーマン」という名で「普通の若者」のスーパーヒーローを新しく登場させようと考え、発行人マーティン・グッドマンから許可を得た上で、マーベルの中でも指折りの作画家だったジャック・カービーに共作を持ちかけた。カービーはリーに答えて、自身も1950年代にシルバー・スパイダーかスパイダーマンという名のヒーローを構想していたと告げた。魔法の指輪から超能力を得た孤児の少年のキャラクターだった。コミック史家グレッグ・シークストンによれば、二人はその場でストーリー会議を始めた。話がまとまると、リーはカービーにキャラクターを仕上げて何ページか描いてみるよう指示した。翌日か翌々日にカービーが見せたストーリーの冒頭6ページについて、リーは「描き方が気に入らなかった。下手だったわけじゃないが…私が考えていたキャラクターじゃなかった。ちょっとヒーローらし過ぎた」と回想している。ディッコは以下のように述べている。「スタンがカービーの原稿を見せてくれたけど、実際に出たスパイダーマンとは全然違うものだった。だいたい、スパイダーマンが描かれていたのはスプラッシュ（第1ページ）と、ウェブ・ガンを持ってジャンプしてくる最後のシーンだけだった。… 最初の5ページで描かれていたのは、家の中で主人公の男の子が魔法の指輪を見つけてスパイダーマンになるシーンだった」
カービーに代わってディッコが描いたキャラクタービジュアルはリーを満足させた。ただし、リーは後にディッコの表紙画を没にしてカービーのペンシルによる絵と入れ替えた。ディッコは1990年にスパイダーマンのデザインについて以下のように回想している。「まずやったのはコスチュームだ。外見はキャラクターにとって重要な部分だ。どんな格好にするか決めないと … ブレークダウン（ネーム）に取りかかれない。壁に貼りつく能力があるなら堅い靴やブーツはやめようとか、袖に隠れるリストシューターとホルスターに収めるウェブ・ガンのどっちにするかとか。… スタンが気に入るかはわからなかったが、顔が完全に隠れるマスクにした。顔が見えると子供だってことが一目瞭然だからね。謎めいた雰囲気も出るし」
リアルタイムでのディッコの証言は希少だが、Comic Fan 第2号（1965年夏）ではゲイリー・マートンによる書面インタビューの中で、リーとの分担について「スタン・リーがスパイダーマンという名前を思いついた。コスチュームのデザインと、手首に仕込んだウェブ発射機やスパイダー・シグナルは私だ」と説明している。このときのディッコは「もっといい仕事が出てこない限り」スパイダーマンを描き続けるつもりだと語っていた。
スパイダーマンを作り出した時期のディッコは、美術学校以来の友人で著名なフェティッシュ・アーティストのエリック・スタントンと共同でスタジオを構えていた。スタントンは1988年のインタビューの中で、スパイダーマンの創造に自分はほとんど何の貢献もしていないと言いつつも、ディッコとともに第1号のストーリーボード（絵コンテ）作成を行ったことを語っている。「私もいくつかアイディアを出した。でも全体としてはスティーヴが自分で創りだしたものだ … 手首からウェブを撃つ仕掛けは私が考えたんだったかな」
スパイダーマンが初めて印刷されたのはSF・ファンタジーのアンソロジー『アメイジング・ファンタジー』の終刊号（第15号、1962年8月）だった。この号がトップセラーとなったことで、スパイダーマンは個人誌『アメイジング・スパイダーマン』を獲得した。リーとディッコは同誌で共作を続け、スパイダーマンの代表的な敵役となるキャラクターを次々に生み出していった。第3号（1963年7月）ではドクター・オクトパスが、第4号（同年9月）ではサンドマンが、第6号（同年11月）ではリザードが、第9号（1964年3月）ではエレクトロが、そして第14号（同年7月）ではグリーンゴブリンが誕生した。ディッコはやがて、自身が作画と同時にプロット作成にも関与していること（マーベル・メソッド）をクレジットに反映させるよう要求した。リーはこれを認め、第25号（1965年6月）からディッコがプロット作成としてもクレジットされるようになった。
リー=ディッコ体制の『アメイジング・スパイダーマン』の中でも、三話構成のストーリー "If This Be My Destiny...!" の結末である第33号（1966年2月）は名作として知られている。この号には、大きな機械の下敷きとなったスパイダーマンが意志力と家族への思いを振り絞って脱出を果たす劇的なシーンがあった。コミック史の著作を持つレス・ダニエルズは「スティーヴ・ディッコはここで、スパイダーマンの窮地をこの上ない苦しみとして描いている。かつて救えなかった伯父と、守ると誓った伯母の幻までが彼を襲う」と書いている。コミック作家ピーター・デイヴィッドは、「オリジン（誕生回）を除けば、『アメイジング・スパイダーマン』第33号のこの2ページは、おそらくスタン・リー／スティーヴ・ディッコ期でもっとも愛されているシーンだ」という所感を述べている。スティーヴ・サフェルは「ディッコが『アメイジング・スパイダーマン』第33号で描いたページ一杯の大ゴマは、シリーズの歴史を通しても際立って迫力あるもので、後年まで原作者や作画家に影響を与え続けた」と述べた。マシュー・K・マニングは「リーによるこのストーリーの冒頭数ページにディッコが描いたイラストレーションは、スパイダーマンの歴史を象徴するシーンの一つとなった」と書いた。このストーリーはまた、2001年にマーベル読者が選ぶベスト100号 の第15位を占めた。その編集者ロバート・グリーンバーガーはストーリー紹介として「冒頭の5ページは現代のシェイクスピアだ。[主人公の]パーカーの独白が次のアクションへの期待を高めていく。ディッコは劇的なテンポと語りにより、あらゆるコミックの中でも抜きんでて偉大なシークエンスを作り出したのだ」と書いた。このシークエンスは2017年の映画『スパイダーマン:ホームカミング』でも引用されている。

#### ドクター・ストレンジ、その他のキャラクター
『インクレディブル・ハルク』最終号（第6号、1963年3月）の作画を行ったのに続いて、『ストレンジ・テイルズ』第110号（1963年7月）で魔術師ヒーローのドクター・ストレンジを作り出した。ディッコとリーはその後しばらくして、アンソロジー誌『テイルズ・トゥ・アストニッシュ』第60号（1964年10月）で短編連載としてハルクを復活させた。ディッコはインカーのジョージ・ルーソスと組んで第67号（1965年5月）までペンシラーを務めた。第62号（1964年12月）ではハルクの宿敵リーダーをデザインした。
ディッコは『テイルズ・オブ・サスペンス』誌で連載されていたアイアンマンのペンシルを第47号から第49号まで（1963年11月–1964年1月）担当した。インカーは各号で異なる。第47号では、現行の配色でもある赤と金のアイアンマン・アーマーの初期版が登場した。ただしそれをデザインしたのがディッコなのか、あるいはメインのキャラクターデザイナーで表紙のペンシルも描いていたジャック・カービーなのかは明らかになっていない。
『アメイジング・スパイダーマン』での業績に隠れがちではあるが、「ドクター・ストレンジ」におけるディッコの作画も同程度に高く評価されてきた。そのシュルレアルで神秘的な世界像と、どんどんサイケデリックになっていく表現は大学生の人気を集めた。「ドクター・ストレンジの読者は、マーベル関係者は「ヘッド（麻薬常用者）」ばかりだと思い込んでいた」と、当時アシスタント・エディターでドクター・ストレンジの原作を書いたこともあるロイ・トーマスは1971年に語っている。「そういう人たちは、自分でもマッシュルームをキメて似たような体験をしていたからね。でも … 私は幻覚剤をやらないし、アーティストたちもやっていないと思うよ」
やがてリーとディッコは、ストレンジをいっそう抽象的な方向に押し進めることになる。『ストレンジ・テイルズ』第130号から146号まで（1965年3月 – 1966年7月）の17号にわたる壮大なストーリーで、リーとディッコは宇宙的な存在であるエターニティを登場させた。エターニティはこの世界そのものの化身であり、宇宙空間を輪郭で囲ったような姿を持つ。歴史家ブラッドフォード・W・ライトは以下のように説明する。
スティーヴ・ディッコが同作で行った作画は彼としてもシュルレアルの極で、幻覚体験を与えるようなものだった。ドクター・ストレンジが冒険するのは、サルバドール・ダリの絵画にも似た、奇怪な世界やねじくれた次元である。… スタン・リーが子供時代に読んだパルプ小説の魔術師や同時代のビートニク文化から生まれたドクター・ストレンジは、若者のカウンターカルチャーが東洋神秘主義やサイケデリックに傾倒していく流れを見事に先取りしていた。ドクター・ストレンジはマーベルキャラクターの中で決して人気や知名度は高くなかったが、よくあるスーパーヒーロー物よりも歯応えのある作品を求めていた読者の間に地歩を築いた。
漫画家でファインアートも描いているセスは、2003年にディッコの作風を次のように評した。「メインストリーム・コミックとしては異色だ。カービーの絵が圧倒的な迫力で少年の心をわしづかみにするのに対して、ディッコが描くのは繊細なカートゥーンだ。そこにはデザインの感覚があった。ディッコのデザインには華やかさがあるから、見ればすぐそれとわかる。丹念に描かれたディテールの豊かさはほとんどサイケデリックなほどだ」

#### マーベル離脱
ディテールが効いていて憂鬱と不安を感じさせるディッコ独特の画風はどの作品を描いていてもすぐに見分けがつき、読者から強く支持された。特にスパイダーマンというキャラクターは、苦労の多い私生活も併せて、ディッコ自身の志向とうまく噛み合った。スタン・リーも38号にわたってディッコと共作を行う中でそれを認めるようになり、後半の号ではプロット作成のクレジットを彼に譲った。しかし、ディッコは4年にわたってスパイダーマンを描き続けたところでマーベルを離れた。
そのころディッコとリーは会話を交わすことがなくなっており、作画や編集に関する要求は第三者を介していた。軋轢が生じた経緯はリーにも明らかではない。リーは2003年に「スティーヴとは結局一度も打ち解けたことがなかった」と述懐している。不和の原因はグリーンゴブリンの正体について意見が対立したためだという通説があるが、ディッコは後にそれを否定し、リーが契約を破ったためだと語った。
スタンは何も知らなかったからね。私がスパイダーマンのストーリーと表紙に何を描いているか。[プロダクション・マネージャーの]ソル・ブロツキーが原稿を持っていってようやく知るんだ。[その後でリーがセリフを作る。] … だから意見が合うも合わないも、やり取り自体がなかった。 … グリーンゴブリンだろうが何だろうが問題が起きるはずがない。[そういう制作体制だったのは]第25号より前から、私が辞める号までだ。
スパイダーマンの作画を引き継いだジョン・ロミータ・Srは、2010年に証言録取書の中で「[リーとディッコは]共作などできない関係になった。ほとんどどんなことでも意見が合わなかったから。文化、社会、歴史、すべてにおいて。キャラクターの扱いについても…」という記憶を語っている。
1966年7月にマーベル社から発行されたコミックブックの "Bullpen Bulletins"（読者欄）ではディッコに友情のこもった別れの言葉が贈られた。一例として『ファンタスティック・フォー』第52号では「スティーヴから個人的な理由で辞めると聞いた。長年一緒にやってきたのに残念だけど、次の取り組みでも成功するよう、才能あるスティーヴのために祈っているよ」と書かれた。

### チャールトン・コミックスとDCコミックス
ディッコはチャールトンでの仕事を再開した。ページ単価は安いが、制作者の自由度は大きい会社だった。同社ではブルービートル（1967年 - 1968年） やクエスチョン（1967年 - 1968年）などのキャラクターを手がけ、かつて1960年に共同制作したキャプテン・アトムにも復帰した（1965年 - 1967年）。ほかにも1966年から翌年にかけてウォレン・パブリッシングのホラー誌 Creepy や Eerie で、アーチー・グッドウィンなどの原作を受けて、主にインクウォッシュの技法で16本の短編を描いた。
1967年、自身のオブジェクティビズム思想を完璧に体現したキャラクターであるミスターAを作り出し、ウォーリー・ウッドの独立系コミック witzend 第3号に登場させた。犯罪に対して強硬な姿勢は論議を呼んだが、1970年代までミスターAのストーリー作品と1ページ作品を描き続けた。その後2000年と2009年にもミスターAを描いている。
1968年にDCコミックスに移り、編集者マリー・ボルチノフの下、『ショーケース』第73号（1968年4月）でドン・セガールとともに新キャラクタークリーパーを制作した。DCの重役で原作者でもあったポール・レヴィッツの所見では、「クリーパー」はディッコの作画により「そのときDCが出していたどんなタイトルとも似ないものになった」という。『ショーケース』第75号（1968年6月）では、ライターのスティーヴ・スキーツとともにホーク&ダブのコンビを制作した。このころ、ウォーリー・ウッドが成人読者を対象に刊行したインディペンデント・コミックの草分け Heroes, Inc. Presents Cannon（1969年）で、ウッドのインクと原作により巻頭作品の作画を行った。
DCでの活動は短期で終わり、クリーパーの個人誌 Beware the Creeper 全6号（1968年6月 - 1969年4月）を任されるも、最終号の半ばでDCを離れた。その理由は明かされていない。しかしディッコはDCで活動している間に、チャールトンの編集局員だったディック・ジョルダーノを同社に推薦した。ジョルダーノは後にDCトップのペンシラーとなり、さらにインカー、編集者、そして1981年には編集長にまでなった。
DC離脱から1970年代の半ばまではチャールトンと小出版社やインディペンデント出版社でしか仕事をしなかった。この時期チャールトンのアートディレクターだったフランク・マクローリンはディッコについて、「ダービーの小さいホテルにしばらく住んでいた。そのころのディッコは楽天的でユーモアのセンスがある男で、色分解担当の女性にいつもお菓子なんかの贈り物を持ってきた」と述べている。
1974年にチャールトンで E-Man 誌のバックアップ（併録作品）としてリバティベルのストーリーを描き、キルジョイを生み出した。同社でSF・ホラー誌に多数の作品を描く一方で、マーベルの発行人だったマーティン・グッドマンが新規に立ち上げたアトラス/シーボード・コミックスではライターのアーチー・グッドウィンとともにヒーローのディストラクターを制作し、そのタイトル全4号（1975年2月 - 8月）でペンシラーを務めた。そのうち前半の2号はウォーリー・ウッドがインクを手がけた。Tiger-Man の第2号と第3号でも作画を行い、Morlock 2001 第3号ではインクのバーニー・ライトソンと組んだ。

### 後年
1975年にDCコミックスに戻り、短命に終わった『シェイド・ザ・チェンジングマン』（1977年 - 1978年）を立ち上げた。シェイドは後にディッコの手を離れて、DCの成人読者向けレーベルヴァーティゴで復刊されることになる。原作者のポール・レヴィッツとは、全4号の剣と魔法のファンタジー『ストーカー』（1975年 - 1976年）を共作した。原作者のジェリー・コンウェイと組んで『マンバット』全2号の第1号を手掛けた。またクリーパーを復活させた。そのほかDCでは、1979年に短期間刊行されたエトリガン・ザ・デーモンのバックアップシリーズやホラー・SFアンソロジーへの短編寄稿など様々な仕事を行った。編集者のジャック・C・ハリスによって『リージョン・オブ・スーパーヒーローズ』のゲスト作画家として何号か起用されたが、同誌のファン層からは必ずしも歓迎されなかった。『アドベンチャー・コミックス』第467号から第478号にかけて「スターマン」（プリンス・ガヴィン期）を描いた。その後DCを去って様々な出版社で仕事をしたが、1980年代半ばに一時的に復帰して、Who's Who: The Definitive Directory of the DC Universe （1985年 - 1987年）に自作のキャラクターのピンナップを4枚描いたほか、『スーパーマン』第400号（1984年10月）のピンナップや 同時刊行のイラスト集に寄稿した。
1979年にマーベルに戻ると、ジャック・カービーから『マシンマン』を引き継ぎ、『マイクロノーツ』 や「キャプテン・ユニバース」の作画を行うなど、1990年代末までフリーランスとしてマーベルでの仕事を続けた。1984年からは、宇宙ロボットが主人公のシリーズ『ロム』の終刊まで2年にわたってペンシルを担当した。マーヴ・ウルフマンとともに制作したコミック版『ゴジラ』のストーリーは ”Dragon Lord" と改題されて Marvel Spotlight に掲載された。ライターのトム・デファルコとともに『アメイジング・スパイダーマン・アニュアル』第22号（1988年）で新キャラクターのスピードボールを登場させ、その個人タイトルを10号にわたって描いた。
1982年、初期の独立系コミックレーベルパシフィック・コミックスでもフリーランスとして仕事を始めた。最初に手掛けた Captain Victory and the Galactic Rangers 第6号（1982年9月）ではプロットと作画を担当し、スクリプトのマーク・エヴァニエとともにスーパーヒーローのミッシングマンを作り出した。ミッシングマンの続編は Pacific Presents 第1号から第3号（1982年10月 - 1984年3月）に掲載された。第1号ではディッコがスクリプトも書いたが、残りの2号では長年の友人ロビン・スナイダーに後を譲った。パシフィックではほかに Silver Star 第2号（1983年4月）でザ・モッカーを作り出した。
エクリプス・コミックスでは Eclipse Monthly 第1号 - 第3号（1983年8月 - 10月）で自作のキャラクター「スタティック」を主人公とする作品を描いた。第2号ではスーパーヴィランのエクスプローダーを登場させた。
ライターのジャック・C・ハリスとともにファースト・コミックの Warp 第2号 - 第4号（1983年4月 - 6月）でバックアップ連載 "The Faceless Ones" を描いた。
ハリスやほかのライターと組み、アーチー・コミックスが1980年代に短期間出していたスーパーヒーロー系ラインの The Fly でフライ、フライガール、ジャガーのストーリーを数作描いた。ディッコはキャリア後期にはインカーの仕事をあまり行わなくなったが、The Fly 第9号（1984年10月）の「ジャガー」ではディック・エアーズのペンシルにペン入れを行った。ウェスタン・パブリッシングは1982年に新しいSF誌 Astral Frontiers にディッコとハリスの連載を載せると発表したが、同誌が日の目を見ることはなかった。
1992年、原作者ウィル・マリーとともに女性ヒーローのスクイレルガールを制作した。マーベル・コミックスのために作り出したオリジナルキャラクターとしては、もっとも後期の一人となる。スクイレルガールは Marvel Super-Heroes 第2シリーズ第8号、Marvel Super-Heroes Winter Special（1992年1月）でデビューした。
1993年、ダークホースコミックスで単号作品 The Safest Place in the World を描いた。ディファイアント・コミックスのシリーズ Dark Dominion では、トレーディングカードセットとして発売された第0号の作画を行った。1995年、マーベルが出したテレビアニメ『ファントム2040』のコミック版全4号でペンシルを描いた。このシリーズで描いたポスターではジョン・ロミータSrがインクを務めた。ファンタグラフィックス・ブックスはディッコの名を冠した季刊誌 Steve Ditko's Strange Avenging Tales を発刊したが1号限り（1997年2月）で終わった。その原因はディッコとファンタグラフィックスの間の諍いだとされるが、具体的なことは公になっていない。

### メインストリームからの引退以降
『ニューヨーク・タイムズ』は2008年に以下のように評した。「70年代のディッコは時流に遅れた変人とみなされるようになっていた。80年代になると、木っ端仕事を請け負って回るディッコは業界にとって過去の人だった … [アイン・]ランドが書いたジョン・ゴールト の例にならって、ディッコは金になる仕事を片手間でやっつけ、本当の関心はオブジェクティビストとしての難解な論説を小出版社から出すことに取っておいた。そしてその片手間仕事ときたら… ディッコがトランスフォーマーの塗り絵やビッグボーイのコミックを描くのを見ると、オーソン・ウェルズが冷凍エンドウマメを宣伝していると聞いた時と同じ気持ちになった」
ディッコは1998年にメインストリーム・コミック界から引退した。マーベルやDCでの活動末期には、Marvel Comics Presents の連載「サブマリナー」のような歴史あるキャラクターや、『マイティ・モーフィン・パワーレンジャー』のような新しい版権キャラクターを手掛けていた。メインストリーム界で最後に生み出したキャラクターは、マーベルの Shadows & Light 第1号（1998年2月）に掲載された、レン・ウェインのスクリプトによるアイアンマンの12ページ作品 "A Man's Reach..." に登場したロングアームであった。最後に描いた作品はDCのニューゴッズを主役にした5ページ作品 "Infinitely Gentle Infinitely Suffering" で、インクはマイク・グレイによる。同作は『オライオン』（2000年 - 2002年）に掲載される予定だったが、2008年になってからトレード・ペーパーバック Tales of the New Gods でようやく世に出た。
それ以来ディッコの単独作は、一般的な取次を介さず、長年の共作者・担当編集者だったロビン・スナイダーを通じて散発的に出版されるだけになった。スナイダーの出版物にはオリジナル作品もあれば、『スタティック』『ミッシングマン』『モッカー』など旧作の再刊もあった。2002年の Avenging World は30年にわたる短編とエッセイの集成だった。2008年には数ページの新作イラストを収録した32ページのエッセイ The Avenging Mind が発行された。Ditko, Etc... は掌編と風刺漫画からなる32ページのコミックだった。さらにこの形式での刊行が続き、ヒーロー、ミス・イーリー、ケープ、マッドマン、グレイ・ネゴシエーター、!?、アウトラインといったキャラクターが生み出された。ディッコは2012年にこれらの自己出版について「ほかに何もやらせてもらえなかったからやった」と述べている。2010年には1973年のコミック「ミスターA」の新版や、ディッコが描いた表紙絵の選集 The Cover Series が、2011年には1975年のコミック作品 ...Wha...!? Ditko's H. Series の新版が出た。
DCからもハードカバー作品集が発行され、1978年に描いていた数篇の「失われた」作品も収録された。2010年の本 The Creeper by Steve Ditko には、未刊行に終わった『ショーケース』第106号に掲載される予定だったクリーパーのストーリーが、The Steve Ditko Omnibus Vol. 1（2011年）には『シェイド・ザ・チェンジングマン』の未刊行作品が収録された。ハルクとヒューマン・トーチが登場するジャック・C・ハリスの原作による1980年代の作品は、マーベルから Incredible Hulk and the Human Torch: From the Marvel Vault 第1号として2011年8月に刊行された。

## 私生活
2012年の時点でもマンハッタンのミッドタウン・ウェスト地区で仕事を続けていた。
同名のスティーヴ・ディッコという甥は画家となった。知られている限り結婚したことはなく、他界した時点で子供はいなかった。ウィル・アイズナーはかつてディッコに非嫡出子がいると発言したことがあるが、この甥を誤認した可能性もある。
2012年に、その時点で公開されていた4編のスパイダーマン映画からまったく報酬を受けていないと発言した。しかし、ディッコの隣人は彼が原作料の小切手を受け取っていたと証言している。映画『ドクター・ストレンジ』の製作者はディッコに歓迎されないだろうと考え、連絡を取ることは控えた。
ディッコは2018年6月29日にニューヨークのアパートで意識不明の状態で発見された。警察は発見日の2日前に死亡していたと確定した。死亡が確認された時点で90歳、死因は動脈硬化と高血圧による心筋梗塞と見られた。

### 人物
インタビューの申し込みや公の場への招待はほとんど断っていた。1969年にその理由として「この仕事で読者に売っているのは、私という人間じゃなく描いた絵だ。私がどんなやつかは重要じゃない。重要なのは何を描くか、どれほど上手く描くかだ。私はコミック・アートでストーリーを作る。それが商品で、スティーヴ・ディッコはそのブランド名だ」と語っている。とはいえ、ロビン・スナイダーのファンジン The Comics には多くのエッセイを寄稿している。
オブジェクティビズム（客観主義）の熱心な支持者でもあった。
1965年にファンジン Voice of Comicdom において、ファンが描いたコミック作品の人気投票企画に関して以下のように語った。「残念なことだ。今あるコミックのストーリーや描き方にはほとんど多様性がないので、君たちもその狭い枠内でしか創作しようとしない。たいていの読者にとって、一番好きな作品とは一番読みなれたものでしかない。読者の好みに従って構想を立てていたら、出てくる作品はどれもこれも同じになってしまう。君たちには、アイディアの限界を越えて、何にも縛られない自由なストーリーや描き方をみんなに示す素晴らしい機会が与えられている。それを無駄にしてどうする！」

## 受賞
- 1962年、アリー賞（英語版）短編部門 (Amazing Fantasy #15, "Origin of Spider-Man")
- 1963年、アリー賞アドベンチャー・ヒーロー・コミックブック部門 (The Amazing Spider-Man)
- 1963年、アリー賞ヒーロー部門 (Spider-Man)
- 1964年、アリー賞アドベンチャー・ヒーロー・コミックブック部門 (The Amazing Spider-Man)
- 1964年、アリー賞ジャイアント・コミック部門 (The Amazing Spider-Man Annual #1)
- 1964年、アリー賞ヒーロー部門 (Spider-Man)
- 1965年、アリー賞アドベンチャー・ヒーロー・コミックブック部門 (The Amazing Spider-Man)
- 1965年、アリー賞ヒーロー部門 (Spider-Man)
- 1985年、イーグル賞（英語版）ロール・オブ・オナー[97]
- 1987年、コミコン・インターナショナルのインクポット賞

ディッコは授賞式に出席せず、前年に Ditko's World を発行したレネゲイド・プレスの発行人デニ・ルベールが代理を務めた。ディッコは賞を拒絶し、ルベールに送り返してこう述べた。「賞はアーティストを傷つけ、互いに競うようにさせる。この世にもっともひどい物だ。私の名前で賞を受けてくるとは、何てことをしてくれたんだ」ルベールはディッコの求めによって賞をコンベンション主催者に返還した。
- 1990年、ハーベイ賞ジャック・カービーの殿堂に迎えられた。1994年にはアイズナー賞殿堂入り。
- 2015年、インクウェル賞ジョー・シノット殿堂入り。

## BBCドキュメンタリー
2007年9月、ジョナサン・ロスがホスト役を務める1時間のドキュメンタリー番組 In Search of Steve Ditko がBBC Fourから放映された。ディッコがマーベル、DC、チャールトンで描いた作品のほか、ウォーリー・ウッドの witzend への寄稿や、オブジェクティビズムへの傾倒が紹介され、アラン・ムーア、マーク・ミラー、ジェリー・ロビンソン、スタン・リーらの証言も収録された。ロスは作家ニール・ゲイマンとともにニューヨークのオフィスにディッコを訪ねたが、撮影やインタビューは拒否された。しかしディッコは二人に貴重なコミックブックを提供した。番組の最後でロスはディッコと電話でも会話したことを明かし、ジョークとしてファーストネームで呼び合う仲になったと述べた。

## 主な作品
特記しない限りペンシラーとしての作品である。ペン入れも自身で行うことが多いが、すべてではない。
マーベル・コミックス
- Strange Worlds #1–5 (1958–59)
- World of Fantasy #16–19 (1959)
- Journey into Mystery #33, 38, 50–96 (1956–63)
- Strange Tales #46, 50, 67–146（#110–111, 114–146はドクター・ストレンジ）, Annual #2（ジャック・カービーのペンシルへのインキング）(1956–66)
- Tales of Suspense #1–49（#47–49はアイアンマン）(1959–64)
- Tales to Astonish #1–48, 60–67（#60–67はハルク、#61はジャイアントマン）(1959–65)
- Amazing Adventures #1–6 (1961) 以下に改題

Amazing Adult Fantasy #7–14 (1961–62) 以下に改題
Amazing Fantasy #15（スパイダーマン初登場）(1962)
- The Incredible Hulk #2（ジャック・カービーのペンシルへのインキング）, #6 (1962–63)
- The Amazing Spider-Man #1–38, Annual #1–2 (1963–66)
- The Fantastic Four #13（ジャック・カービーのペンシルへのインキング）(1963)
- Machine Man #10–19 (1979–81)
- Rom Spaceknight #59–75, Annual #4 (1984–86)
- The Avengers Annual #13, 15 (1984–86)
- Speedball #1–10 (1988–89)
- Marvel Super-Heroes vol. 2 #8（スクイレルガール初登場）(1992)
- Phantom 2040 #1–4 (The Phantom) (1995)
- Saban's Mighty Morphin Power Rangers #2, 4 (1995–96)

DCコミックス
- Action Comics Weekly #642（ほかのアーティストとともに "Chapter II – The Decline" のペンシルを担当）(1989)
- Strange Adventures #188–189 (1966)
- Showcase #73（クリーパー初登場）, #75（ホーク&ダブ初登場）(1968)
- Beware the Creeper #1–6 (1968–69)
- The Hawk and the Dove #1–2 (1968)
- Stalker #1–4 (1975–76)
- 1st Issue Special #7 (Creeper) (1975)
- Man-Bat #1 (1975)
- Shade, the Changing Man #1–8 (1977–78)
- World's Finest Comics #249–255（スクリプトと作画。クリーパーのシリーズ）(1978–79)
- Cancelled Comic Cavalcade #1–2（Showcase #106に掲載予定だったクリーパーのストーリーと、Shade, the Changing Man #9を収録）(1978)
- Detective Comics #483–485（ザ・デーモンのストーリー）(1979)
- Detective Comics #487（オッドマン初登場、Shade, the Changing Man #9に掲載予定だった作品[99]）(1979)
- Legion of Super-Heroes vol. 2 #267, 268, 272, 274, 276, 281 (1980–81)
- Adventure Comics #467–478（スターマン）(1980)

チャールトン・コミックス
- Space Adventures #33–40, 42（キャプテン・アトム）(1960–61)
- Gorgo #1–3, 11, 13–16, The Return of Gorgo #2–3 (1960–64)
- Konga #1, 3–15, Konga's Revenge #2 (1960–63)
- Captain Atom #78–89 (1965–67)
- Blue Beetle #1–5 (1967–68)
- Mysterious Suspense #1（クエスチョン）(1968)
- Ghostly Haunts, Ghostly Tales, The Many Ghosts of Doctor Graves（大半の号）

ウォレン・パブリッシング
- Eerie #3–10 (1966–67)
- Creepy #9–16 (1966–67)

インディペンデント出版社
- witzend #3, 4, 6, 7 (Wallace Wood) (1967–69)
- Mr. A. (Comic Art Publishers) (1973)
- Avenging World (Bruce Hershenson) (1973)（2002年のAvenging World はこの作品を含む作品集）
- ...Wha..!? (Bruce Hershenson) (1975)
- Mr. A. (Bruce Hershenson) (1975)

エース・コミックス
- What Is...the Face? #1–4 (1986–87)

アトラス/シーボード
- The Destructor #1–4 (1975)
- Morlock 2001 #3
- Tiger-Man #2, 3

スター*リーチ・プロダクションズ
- Imagine #4 (1978)

レネゲイド・プレス
- Revolver #1–5 (1985–86)
- Ditko's World featuring...Static #1–3 (1986)
- Murder #1–3 (1986)

ダークホース・コミックス
- The Safest Place... (1993)

ファンタグラフィックス・ブックス
- Steve Ditko's Strange Avenging Tales #1 (1997)

ロビン・スナイダー
- Ditko Package (1989)
- The Mocker (1990)
- Ditko Public Service Package (1991)
- The Ditko Package series:

Steve Ditko's 160-Page Package (1999)
Steve Ditko's 80-Page Package: The Missing Man (1999)
Steve Ditko's 160-Page Package: From Charlton Press (1999)
Steve Ditko's 176-Page Package: Heroes (2000)
Steve Ditko's 32-Page Package: Tsk! Tsk! (2000)
- Steve Ditko's Static: Chapters 1 to 14 plus... (2000)
- Avenging World（1973年版の増補版）(2002)
- Mr. A.（1973年版の改訂版）(2010)
- Mr. A. #15（1990年ごろ発刊予定だったミスターAのシリーズの第1号に掲載予定だった2作品を収録）(2014)
- The 32-page series:[84]

The Avenging Mind (2008)
Ditko, etc... (2008)
Ditko Continued... (2008)
Oh, No! Not Again, Ditko (2009)
Ditko Once More (2009)
Ditko Presents (2009)
A Ditko Act Two (2010)
A Ditko Act 3 (2010)
Act 4 (2010)
Ditko #5-Five Act (2010)
Act 6 (2011)
Act 7 Seven (2011)
Act 8 (2011)
A Ditko #14 (2011)
A Ditko #15 (2011)
#16: Sixteen (2012)
#17: Seventeen (2012)
Ate Tea N 18 (2013)
#9 Teen (2014)
#20 (2014)
#21 (2014)
#22 (2015)
#23 (2015)
#24 (2016)
#25 (2016)
#26 (2018)
- The Four-Page Series #1–9（エッセイ作品）(2012–15)

### 日本語版
- 『スパイダーマン』第1巻、光文社（1978年）

Amazing Fantasy #15 収録
- 『マーヴルクロス』No.10、小学館プロダクション（1997年）ISBN-978-4796840903

Amazing Fantasy #15 収録
- 『ベスト・オブ・スパイダーマン』、小学館集英社プロダクション（2012年）ISBN-978-4796871341

Amazing Fantasy #15, The Amazing Spider-man #33 収録
- 『スパイダーマン:ウィズ・グレート・パワー』、ヴィレッジブックス（2012年）ISBN-978-4864910200

Amazing Fantasy #15 収録
- 『マーベルマスターワークス:アメイジング・スパイダーマン』、ヴィレッジブックス（2017年）ISBN-978-4864913423

Amazing Fantasy #15, The Amazing Spider-man #1-10 収録
- 『絶対無敵スクイレルガール:けものがフレンド』、ヴィレッジブックス（2017年）ISBN-978-4864913560

Marvel Super-Heroes Vol.2 #8 収録